# Drive (Ed Sheeran)
Drive è un singolo del cantante britannico Ed Sheeran, pubblicato il 20 giugno 2025 come quinto estratto dalla colonna sonora F1 the Album.

## Descrizione
Sheeran ha scritto la canzone con John Mayer e Blake Slatkin, con la partecipazione di Mayer alla chitarra, Dave Grohl dei Foo Fighters alla batteria, Pino Palladino al basso e Rami Jaffee alla tastiera, con tastiere aggiuntive e drum programming di Slatkin.

## Video musicale
Il video è stato pubblicato in concomitanza con l'uscita del singolo, diretto da Chris Villa.

## Tracce
1. Drive – 3:07

## Classifiche
| Classifica (2025) | Posizione massima |
| ----------------- | ----------------- |
| Regno Unito       | 49                |